# Heidi Sorenson
Heidi Sorenson (Vancouver, 5 agosto 1960) è una modella e attrice canadese.

## Biografia
Scelta dalla rivista Playboy come Playmate del mese di luglio 1981, il suo paginone centrale è stato fotografato da Ken Marcus.
Heidi ha trascorso un po' della sua infanzia in Danimarca prima che la sua famiglia si trasferisse nella Columbia Britannica. Ben presto se ne andò a Los Angeles e dopo la sua esperienza come Plasmate, iniziò la sua carriera con l'apparire in diversi film e show televisivi. Ha inoltre per molto tempo fatto la modella per Playboy e nel trentennale della rivista cantò nel gruppo musicale "Playmates Singing". Successivamente si è dedicata alla sceneggiatura, ed è sposata con una figlia.
Nel 1985 era la vittima di un vampiro nel film horror Ammazzavampiri (Fright Night).

## Filmografia
- La pazza storia del mondo (History of the World: Part I, 1981)
- Secrets of a Married Man, 1984
- Tutto in una notte (Into the night, 1985)
- Ammazzavampiri (Fright night, 1985)
- Febbre di gioco (Fever Pitch, 1985)
- Spie come noi (Spies Like Us, 1985)
- Roxanne, 1987
- Giorni di gloria... giorni d'amore (For the Boys, 1991)